# Ogg123
In informatica, Ogg123 è un  lettore multimediale libero che funziona da riga di comando, inizialmente sviluppato solo per i sistemi operativi UNIX e Linux, per i file audio Ogg Vorbis, Ogg Speex e FLAC.
Ogg123 è in grado di leggere singoli file, intere cartelle o url di dati audio e mandare il flusso decodificato all'interfaccia audio predefinita.
I file audio possono essere eseguiti in sequenza o in ordine casuale e il dispositivo audio può essere scelto diversamente tramite opzioni a riga di comando.
Ogg123 è parte del pacchetto vorbis-tools.